# Sofronio III di Costantinopoli
Sofronio, al secolo Stavros Meidantzoglou (Σταύρος Μεϊδαντζόγλου; Costantinopoli, 1798 – Alessandria d'Egitto, 3 settembre 1899) è stato un arcivescovo ortodosso ottomano, patriarca ecumenico di Costantinopoli dal 1863 al 1866 col nome di Sofronio III, e patriarca greco-ortodosso di Alessandria del 1870 al 1899 col nome di Sofronio IV.

## Biografia
Già metropolita di Chio e di Amasea, fu eletto patriarca greco di Alessandria il 30 maggio 1870 con il nome di Sofronio IV, nel 1888 si preoccupò di fondare la chiesa della Trasfigurazione del Salvatore nella città di Porto Said. Il suo patriarcato alessandrino vide l'espulsione di Nectarios di Egina, che venne poi elevato a santità.
Morì ad Alessandria d'Egitto nel 1899, il 22 agosto secondo il calendario giuliano, ossia il 3 settembre secondo il calendario gregoriano.